# Albert Mayer (Soldat)

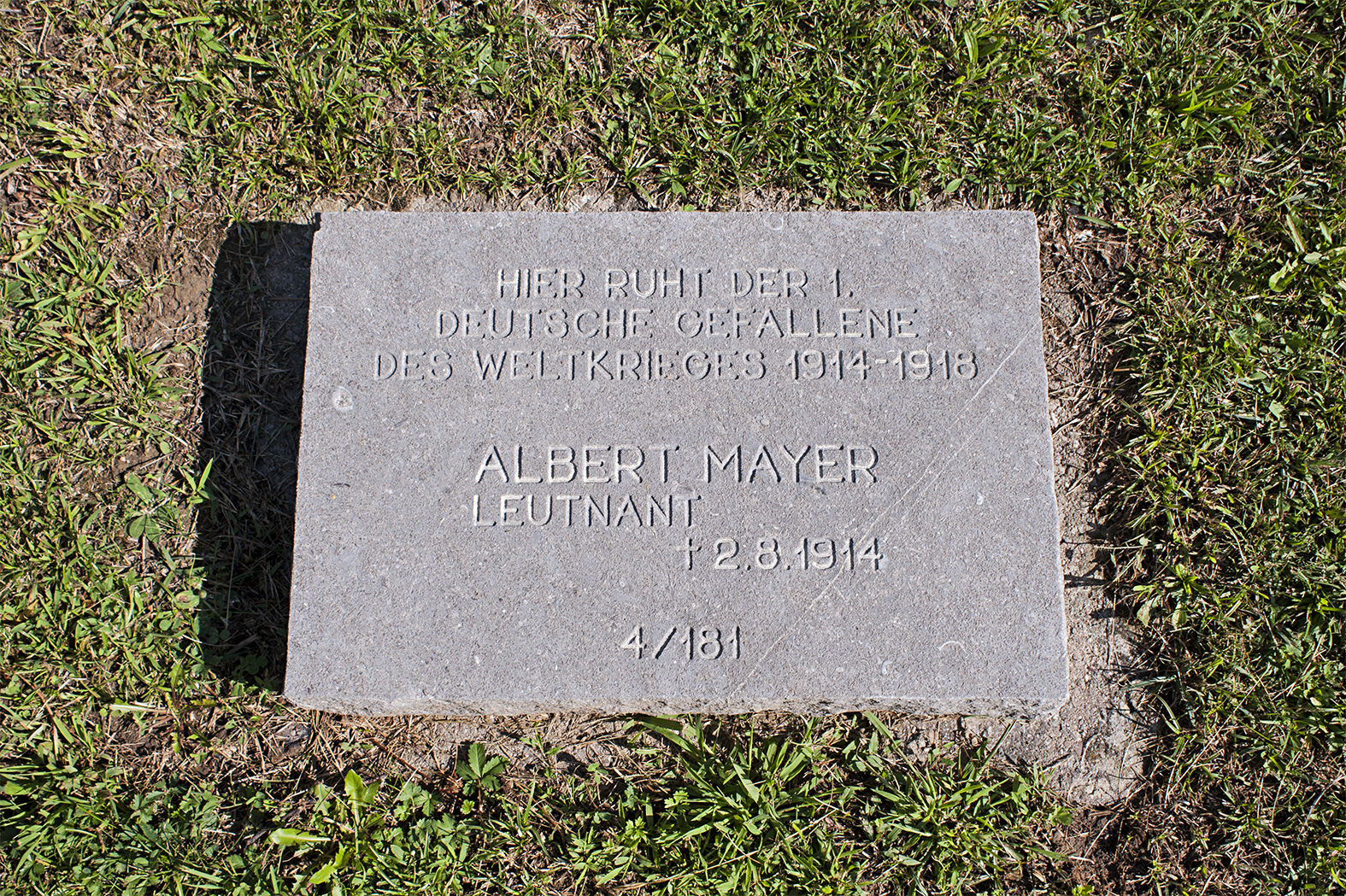
Albert Mayers Grabstein auf dem Soldatenfriedhof von Illfurth

Albert Mayer (auch Camille Mayer; * 24. April 1892 in Magdeburg; † 2. August 1914 bei Delle) war ein Leutnant des Jäger-Regiments zu Pferde Nr. 5 aus Mülhausen und gilt als der erste deutsche Soldat, der im Ersten Weltkrieg fiel.

## Leben

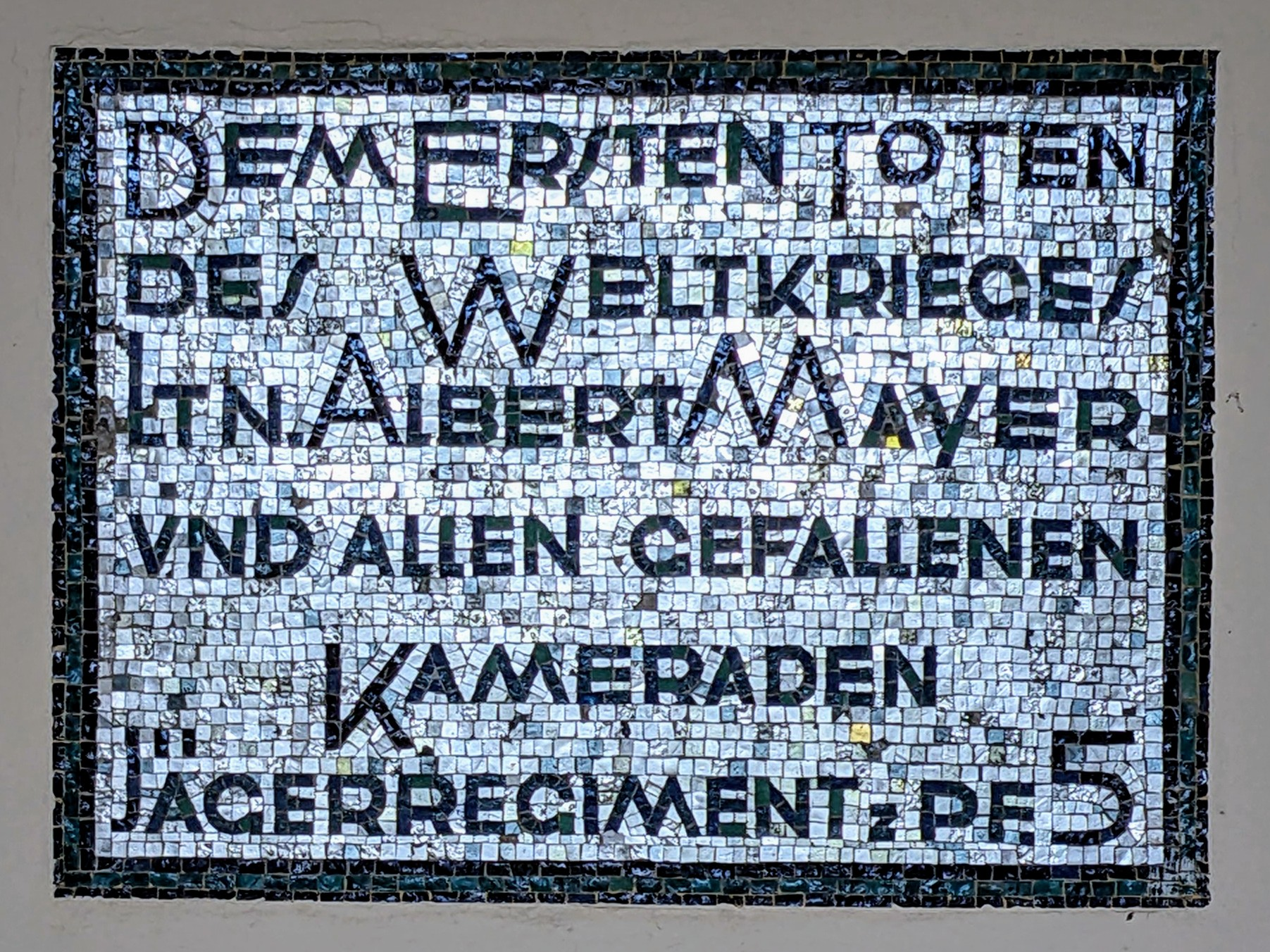
Erinnerungstafel für Albert Mayer im Aussichtsturm auf dem Luginsland bei Müllheim

Albert Mayer – so die deutsche Version – stammte aus Magdeburg und war der älteste von drei Söhnen eines Bankdirektors und einer Mutter mit hugenottischen, also protestantisch-französischen Wurzeln. Bald nach Alberts Geburt zog die Familie in die Nähe von Mülhausen (Mulhouse) im damaligen deutschen Reichsland Elsaß-Lothringen. Weniger aus Neigung denn aus Gründen der „deutschen Tradition“ und Familienehre schlug er 1912 eine Laufbahn als Berufssoldat bei der Kavallerie ein. Nach einer französischen Version kam Camille Mayer aus der Umgebung von Mülhausen. Er diente in einer Einheit, deren Aufgabe es hauptsächlich war, Aufklärungs- und Sicherungsaufgaben durchzuführen. Am 2. August 1914 führte er eine acht Reiter starke Patrouille auf einer Aufklärungsmission nach Joncherey, Territoire de Belfort, und damit eindeutig auf französisches Staatsgebiet. Dort lag zur Sicherung ein Bataillon des 44e regiment d’infanterie. Es entwickelte sich ein kurzes Feuergefecht, in dessen Verlauf sowohl der Caporal Jules-André Peugeot wie auch Albert Mayer tödlich getroffen wurden (). Albert Mayer wurde damit zum ersten Toten der deutschen Streitkräfte im Ersten Weltkrieg, obwohl letzterer erst am 3. August um 18 Uhr offiziell gegenüber Frankreich erklärt wurde.
Wenige Stunden vor der deutschen Kriegserklärung an Frankreich wurde Mayer mit allen militärischen Ehren zunächst auf dem Friedhof von Joncherey bestattet.
Bald nach Kriegsende wurde Albert Mayer auf den deutschen Soldatenfriedhof in der französischen Gemeinde Illfurth überführt, wo er begraben liegt.
Kaufleute aus Enger ließen 1937 drei Handvoll Erde von Mayers Grab zu propagandistischer Heldenverehrung ins Widukindmuseum nach Enger bringen, um für Opferbereitschaft im Land zu werben. Die Gedenkstätte der „Blut- und Boden-Reliquie“ wurde 1938 eröffnet und war bis in die 1970er-Jahre zu sehen, bevor sie für die Öffentlichkeit unzugänglich eingelagert wurde.
Im Rahmen einer dreiteiligen Ausstellung verschiedener Kunstvermittlungsprojekte zum Thema „Kunst, Krieg, Frieden – Remember 1914–18“ der Universitäten Paderborn und Osnabrück im Jahr 2014 reflektierte der dritte Teil der Ausstellung, „Mayers Erde“, den Umgang mit „heiligen Erden“ gefallener Soldaten, die den Grab- oder Schlachtfeldern des Ersten Weltkrieges entnommen wurden und als Reliquien eines Totenkultes in Museen oder Kirchen bis heute überdauert haben. Dazu entwickelte der Konzeptkünstler Ruppe Koselleck ein künstlerisches Vermittlungsprojekt unter dem Titel „Albert Mayers Reise von Illfurth nach Enger – Eine Geschichte aus Zeit und Erde“. Am 2. August 2014 wurde die Erde ohne Zeremonie wieder dem Grab Mayers zugeführt, wobei sich Koselleck lediglich von einem Kollegen für eine Dokumentation filmen ließ.
Aus einer früheren Begegnung von Koselleck mit dem Bürgermeister von Joncherey auf dem Friedhof Illfurth entstand bei diesem die Idee eines neuen Erdrituals, das drei Stunden nach der stillen Rückführung der Erde Mayers nach Illfurth vor dem Monument für Jules-André Peugeot bei Joncherey abgehalten wurde: Im Rahmen des alljährlichen militärischen Gedenkens an Peugeot, verbunden mit einem Reenactment des tödlichen Zusammentreffens, wurden im Beisein von Angehörigen der beiden getöteten Soldaten Erden von ihren Gräbern vor dem Monument als Zeichen der Versöhnung in einer marmornen Urne vereinigt. Eine Gedenktafel erinnert an diese Gedenkstunde.
Foto der Gedenktafel bei Joncherey
(blogspot.com)

Link zum Bild

Koselleck kommentierte das Erlebte einen Monat später: „Mein Versuch der Wiederherstellung der Grabruhe von Albert Mayer hatte ein neues Erdritual ausgelöst und nur unter neuem Vorzeichen wurden nun wieder ‚Heilige Erden‘ entnommen und so kam es erstmalig zu einer offiziellen Vereinigung von französischen und deutschen Graberden. […] Sehnsucht nach einem zivilem Gedenken stellt sich ein......ein diffuses Gefühl des Scheiterns ebenso.“

## Abweichende Opferzählung
Wolfgang Greber schrieb 2014 unter Verweis auf vorgängige Veröffentlichungen auf Indizien, die darauf hindeuteten, dass ein 21-jähriger Kavallerist namens Paul Grun (oder Grün?) am 2. August 1914 eine Stunde vor Albert Mayer, genau: zwischen 8.45 Uhr und 10.00 Uhr, bei oder im Dorf Staro-Krzepice (), rund 18 km nordöstlich von Rosenberg an der Ostfront gegen Russland gefallen sei. Albert Mayer sei dagegen (erst) exakt 9.59 Uhr gefallen. Greber untertitelte daher ein reproduziertes angebliches Jünglingsbild mit „Paul Grun, der erste deutsche Tote des Krieges“.